# Epigytholus
Epigytholus is een geslacht van spinnen uit de familie hangmatspinnen (Linyphiidae).

## Soort
De volgende soort is bij het geslacht ingedeeld:
- Epigytholus kaszabi (Wunderlich, 1995)